# Reinkarnation
Der Begriff Reinkarnation (IPA: [ˌʁeʔɪnkaʁnaˈt͡si̯oːn], anhörenⓘ; deutsch ‚Wiederfleischwerdung‘ oder ‚Wiederverkörperung‘), auch Palingenese (altgriechisch, aus πάλιν, pálin ‚wiederum‘, ‚abermals‘ und γένεσις, génesis ‚Erzeugung‘, ‚Geburt‘) bezeichnet Vorstellungen der Art, dass eine (zumeist nur menschliche) Seele oder fortbestehende mentale Prozesse (so oft im Buddhismus verstanden) sich nach dem Tod – der „Exkarnation“ – erneut in anderen empfindenden Wesen manifestieren. Vergleichbare Konzepte werden etwa auch als Metempsychose (von altgriechisch μετεμψύχωσις metempsychōsis ‚Seelenwanderung‘), Transmigration oder Wiedergeburt bezeichnet. Außerkörperliche Erfahrungen werden oft in Zusammenhang mit dem Begriff Reinkarnation gebracht. Der Reinkarnationsglaube ist dogmatischer Bestandteil der Weltreligionen Hinduismus und Buddhismus. In einigen, aber keineswegs in allen Reinkarnationslehren ist auch die Karmalehre integriert.

## Begriff
Der Begriff Reinkarnation bezeichnet keine bestimmte Lehre, sondern fasst eine Vielzahl verschiedener Lehren zusammen, die in verschiedenen Ausprägungen Bestandteil von diversen Religionen sind. In der christlich geprägten westlichen Kultur, wo die Reinkarnation nicht Teil der vorherrschenden Glaubensrichtungen ist, wurde der Begriff Reinkarnation durch den französischen Spiritisten Allan Kardec (Livre des ésprits, 1857) eingeführt. Davor waren Synonyme wie Palingenesia (‚Wiederentstehung‘), Metempsychose (‚Wiederverseelung‘, ‚Seelenwechsel‘) und Metemsomatose (‚Wiederverkörperung‘, ‚Körperwechsel‘) gebräuchlich, die bereits in der Antike Verwendung fanden. Die im 18. und 19. Jahrhundert geläufigste Bezeichnung war Metempsychose, im Deutschen auch Seelenwanderung. Die Bezeichnung Wiedergeburt erwies sich als problematisch, weil sie in einem abweichenden Sinn im Christentum im Zusammenhang mit der Taufe oder Bekehrung verwendet wird (siehe Wiedergeburt (Christentum)). Im 20. Jahrhundert setzte sich Reinkarnation als die geläufigste Bezeichnung durch.

## Verbreitung des Glaubens an Reinkarnation
Die zahlenmäßig bedeutendsten Glaubensrichtungen, in denen Reinkarnation eine zentrale Rolle spielt, sind der Hinduismus mit weltweit etwa 900 Mio. und der Buddhismus mit 400–500 Mio. Anhängern.
In diversen europäischen Staaten und den USA werden seit den 1960er Jahren statistische Erhebungen über die Verbreitung des Glaubens an Reinkarnation in der Bevölkerung durchgeführt. Sie ergaben Zustimmungsraten zwischen 10 und 30 %, wobei anscheinend die genaue Fragestellung das Ergebnis stark beeinflusste, während sich sonst kaum irgendwelche Trends ableiten lassen. Wesentlich höher ist mit 45 % das Ergebnis einer Umfrage in Brasilien, was damit zusammenhängen könnte, dass dort der kardecistische Spiritismus weit verbreitet ist.

## Reinkarnation im Kontext der Weltreligionen

### Hinduismus
In den ältesten Texten des indischen Hinduismus, den Veden, kommt die Idee der Reinkarnation noch nicht vor. In den Upanishaden, deren älteste auf die Zeit von etwa 800 bis 600 v. Chr. datiert werden, ist sie jedoch ein wesentliches Thema, das seither in vielfältiger Weise variiert wurde.

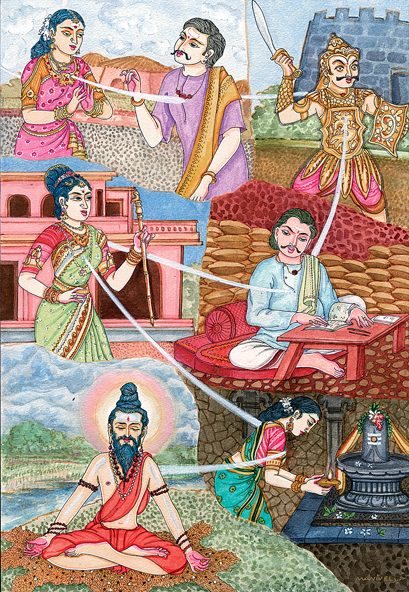
Illustration der hinduistischen Reinkarnationslehre

Nach hinduistischer Vorstellung ist der Mensch in seinem innersten Wesen eine unsterbliche Seele (Atman: vgl. Anātman), die sich nach dem Tode des Körpers in einem neu in Erscheinung tretenden Wesen – einem Menschen, einem Tier oder auch einem Gott (Deva) – wieder verkörpert. In welcher Art von Wesen das Individuum wiedergeboren wird, hängt von den Taten in vorherigen Existenzen ab, woraus sein Karma resultiert. „Wie einer handelt, wie einer wandelt, ein solcher wird er. Aus guter Handlung entsteht Gutes, aus schlechter Handlung entsteht Schlechtes“, lehren die Upanishaden. Karma ist verknüpft mit der Vorstellung einer sittlichen Weltordnung, dem Dharma, wodurch alle Handlungen gemäß dem Prinzip von Ursache und Wirkung die Voraussetzung für die künftige Wiedergeburt darstellen. Ein jedes Wesen besteht aufgrund seines in früheren Daseinsformen angesammelten Tatenpotenzials, welches das Gesamtergebnis einer jeden Existenz bewirkt. Folglich ist der Tod nicht der Abschluss des Lebens, sondern lediglich der Übergang zu einer neuen Daseinsform. Erhalten bleibt der durch den Atman (ewige Seele) begründete, ewige und unveränderliche Wesenskern des Menschen. Dieser Jiva (die individuelle Seele) ist der Atman zusammen mit Vernunft, Gefühlen und Wünschen, der sich stets aufs Neue manifestiert.
Wo der Jiva sich nach dem Tod des Körpers bis zur erneuten Verkörperung aufhält, darüber bieten hinduistische Überlieferungen keine eindeutigen Angaben. In einigen hinduistischen Richtungen existieren die Motive von Himmel und Hölle (bzw. mehrere davon). Sie schildern verschiedene Himmel, wo der Jiva mit gutem Karma sich eine Weile in überirdischen Freuden aufhalten kann; die Mythologie malt ebenso Bilder von schrecklichen Höllen, in der er solange großes Leid erfährt, bis sein schlechtes Karma verbraucht ist. Doch der Aufenthalt ist in beiden Fällen nicht ewig: Nach einiger Zeit kehrt das Individuum auf die Erde zurück, um wieder und wieder geboren zu werden – bis zur endgültigen Erlösung (Moksha) durch das Aufgehen in der Weltseele (Brahman). Dieser Kreislauf der Wiedergeburten gilt als Naturgesetz; Kategorien wie Strafe oder Belohnung spielen in diesem Zusammenhang keine Rolle.
Während einige hinduistische Richtungen das Gesetz des Karma, wonach das Individuum ausschließlich selbst für seine Erlösung verantwortlich ist, als unerbittlich ansehen, vertrauen andere Hindus auf die göttliche Gnade, die Karma vernichten und das Individuum erretten kann. Diese göttliche Hilfe ist ein Hauptthema in hinduistischen Gebeten.
Das Ziel des Hindu besteht darin, den ewigen und mit ständigen Leiderfahrungen verbundenen Kreislauf von Werden und Vergehen (Samsara) zu überwinden. Die Tradition kennt drei klassische Wege, durch die Erlösung erlangt werden kann: den Weg des Wissens (Jnana Yoga), den Weg der Tat (Karma-Yoga) und den Weg der Gottesliebe (Bhakti-Yoga). Viele Denker (etwa Vivekananda) zählen noch einen vierten Weg dazu, Raja Yoga, den „Königsyoga“, der mit speziellen Yogaübungen und Meditation verbunden ist.

### Buddhismus
Der Buddhismus (entstanden etwa im 5. Jh. v. Chr.) schließt an die Wiedergeburts- und Karma-Lehre der Upanishaden an, lehnt jedoch die Existenz einer ewigen, die Inkarnationen überdauernden Seele ab (Anatta- oder Anatman-Lehre). Wiedergeburt wird hier verstanden als „Bedingtes Entstehen“, indem die Taten eines Menschen und das sich aus ihnen ergebende Karma eine neue Geburt bedingen, ohne dass etwas von der einen Person in die andere übergeht. In der neueren Forschung wird allerdings die Möglichkeit diskutiert, dass der Religionsstifter Siddhartha Gautama selbst nur einer damals herrschenden, bestimmten Vorstellung des Atman widersprochen habe und dass das erst später verabsolutiert wurde.
Karma ist im Buddhismus die den Wesen innewohnende Fähigkeit zu gezieltem, absichtsvollem Handeln („Die Absicht nenne ich Karma, ihr Mönche“, Siddhartha Gautama), aber auch das Prinzip von Ursache und Wirkung. Auf individueller Ebene bedeutet Karma Tat, Handeln, Wirken, und dessen Folgen in diesem und folgenden Leben. Jede positive oder negative Erfahrung ist durch eine frühere positive oder negative Tat – als körperlicher, sprachlicher und gedanklicher Ausdruck – bedingt und führt ihrerseits wieder zu positiven oder negativen Auswirkungen, verändert somit das Karma. Diese Auswirkungen sind nicht zufällig, unterliegen aber auch keinem höheren (göttlichen) Diktat wie etwa Fügung, Vergeltung usw.
Die Wiedergeburt kann in Menschenform geschehen, aber auch – bei schlechtem Karma – „im Tierreich, im Reich der Hungergeister und Dämonen oder als gequälter Insasse in einer der 8 Haupt- und 160 Nebenhöllen“ sowie – bei gutem Karma – in einer Himmelswelt. Neben den positiven oder negativen Umständen der Geburt bedingt das Karma auch den Charakter des Geborenen, da die sechs „Wurzeln des Karma“ (Gier und Selbstlosigkeit, Hass und Güte sowie Verblendung und Weisheit) die Tendenz haben, ihnen Ähnliches im selben oder in einem folgenden Leben hervorzurufen.
Die Ursachen der Wiedergeburten liegen nach buddhistischer Auffassung in den drei unheilsamen Wurzeln des Karma: in Gier, Hass und Unwissenheit oder Verblendung (siehe Drei Geistesgifte). Die gemeinte Verblendung besteht darin, dass der Mensch nach Erfüllung im Bereich des Vergänglichen strebt, was unweigerlich zu leidhaften Erfahrungen (Dukkha) führt. Um diesem Leid zu entgehen, strebt der Buddhist auf dem „Achtfachen Pfad“ nach der Erleuchtung (Bodhi), wodurch er die Verblendung und in der Folge auch Gier und Hass überwindet und den Zustand des Nirwana erlangt. Damit endet auch der Kreislauf der Wiedergeburten (Samsara).
Der Erleuchtete kann laut einigen Traditionen jedoch weitere Verkörperungen auf sich nehmen, um anderen Menschen auf dem Weg zur Erleuchtung und Erlösung zu helfen. Das ist der Weg des Bodhisattva, den Gautama Buddha einschlug und der im Mahayana-Buddhismus auch anderen Menschen offensteht. Im Vajrayana-Buddhismus hat sich demgemäß die Tradition der bewussten Wiedergeburt (siehe Trülku) entwickelt.

### Judentum
Der Begriff der Reinkarnation (hebräisch: גִלְגּוּל נְשָמוֹת = Gilgul Neschamot, wörtl. Seelenwanderung, kurz: Gilgul) taucht im Tanach nicht auf, wird aber an mehreren Stellen im Talmud durchaus kontrovers diskutiert und kann sogar als ein grundlegendes Element der Kabbala betrachtet werden.
Der Idee der Seelenwanderung begegnet man vor allem in der jüdischen Mystik, so zum Beispiel in dem einflussreichen Sefer ha-Bahir (‚Buch der Erleuchtung‘), das gemeinhin als das älteste Werk der Kabbala gilt und auf Rabbi Nechonja ben ha-Qana (einen Zeitgenossen von Rabbi Jochanan ben Sakkai im 1. Jahrhundert) zurückgehen soll, wahrscheinlich aber erst von Isaak dem Blinden Anfang des 12. Jahrhunderts verfasst wurde. Nach der Veröffentlichung des weitaus bekannteren Sefer ha-Sohar (‚Buch des Glanzes‘) im späten 13. Jahrhundert wurde die Reinkarnationslehre für einige Zeit sogar Allgemeingut im (osteuropäischen) Judentum.
Ein bezüglich der Wiedergeburt geradezu klassisches Werk der Kabbala ist Schaar ha-Gilgulim (‚Tor der Reinkarnationen‘) von Rabbi Isaak Luria (1534–1572), genannt Adoneinu Rabbeinu Jizchak (Akrostichon: ha-ARI = ‚der Löwe‘), das die komplexen Gesetzmäßigkeiten der Wiedergeburt von 5 verschiedenen Seelenteilen beschreibt und außerdem die lebenslange Inkarnation (Gilgul) von der vorübergehenden Inkorporation einer fremden guten Seele (Ibbur) oder einer fremden bösen Seele (Dibbuk) abgrenzt. In diesem Werk bezieht sich Luria auch ausdrücklich auf bestimmte Textpassagen im Tanach.
Diese geistige Nähe der Chassidim zum Konzept des Gilgul kann bereits auf den Begründer der chassidischen Bewegung Rabbi Israel ben Elieser (1698–1760), genannt Baal Schem Tow (Akronym: BeSchT), zurückgeführt werden. Martin Buber hat in seinen Werken Die Legenden des Baalschem sowie Die Erzählungen der Chassidim mehrere Geschichten von Baal Schem Tow gesammelt, in denen dieser ganz konkrete Fälle von Reinkarnation darlegt und erläutert.

### Christentum
Die großen christlichen Kirchen und entsprechend auch die meisten Theologen lehnen die Vorstellung der Reinkarnation ab. So schrieb etwa der katholische Theologe Helmut Zander in seiner Monographie Geschichte der Seelenwanderung in Europa:

„[In der Bibel] finden sich keine Reinkarnationsvorstellungen, nicht einmal Anspielungen. Auch die Vermutung, reinkarnationsrelevante Stellen seien im Verlauf der Textgeschichte eliminiert worden, hängt im luftleeren Raum.“

Dennoch finden sich vor allem in der esoterischen Literatur der letzten Jahrzehnte zahlreiche Bibelinterpretationen, in denen Zitate aus dem Neuen wie auch dem Alten Testament als Belege für Reinkarnationsvorstellungen gedeutet werden. Die Beurteilung solcher Deutungen fällt unterschiedlich aus. Ähnlich wie Zander äußerte sich der katholische Theologe Norbert Bischofberger:

„Die Behauptung, der Reinkarnationsgedanke sei im Neuen Testament enthalten, erweist sich bei genauerer Untersuchung der immer wieder genannten Stellen als falsch. Der Reinkarnationsgedanke ist im Neuen Testament kein Thema.“

Zu einer anderen Einschätzung kam hingegen der protestantische Theologe Helmut Obst:

„Von einer klaren Reinkarnationslehre kann keine Rede sein. Aber: Es gibt einige wenige Stellen, welche Aussagen und Andeutungen enthalten, die im Sinne der Reinkarnation zu verstehen sind oder entsprechend gedeutet werden können.“

Namentlich die „Elia-Täufer-Problematik“ in den Evangelien mache es „unmöglich zu sagen, das Neue Testament kenne die Reinkarnationsidee überhaupt nicht.“ Dabei geht es um Johannes den Täufer, der von Jesus als der Prophet Elija bezeichnet wurde, „der kommen soll“ (Mt 11:13–14 , Mt 17:10–13 ). Allerdings hatte Johannes der Täufer selbst zuvor bestritten, der Prophet Elija zu sein, als er danach gefragt wurde (Joh 1:21 ). Nach der damaligen Vorstellung wäre das Auftreten von Elija das Wiederkommen eines seinerzeit nicht Gestorbenen, sondern Entrückten (2 Kön 2:9–12 ).
Im christlichen Volksglauben ist eine gewisse Tendenz zu verzeichnen, Reinkarnation für wahr zu halten. Eine von daher etwa vorgestellte „christliche Reinkarnationslehre“ existiert nicht, doch gibt es ausweislich des Index Theologicus etwa 140 Publikationen, die sich mit dem Thema Reinkarnation aus christlicher Sicht befassen.
Im frühen Christentum waren Reinkarnationsvorstellungen verbreitet, da sie in der platonischen Philosophie geläufig waren und durch konvertierte Heiden in christliche Milieus eingebracht wurden. Namentlich in den gnostischen Strömungen waren sie präsent. Die Kirchenväter wandten sich jedoch gegen derartige Tendenzen, da sie eine Reinkarnation in mehrfacher Hinsicht als mit dem christlichen Glauben unvereinbar betrachteten, und dies ist bis heute die Haltung der großen christlichen Kirchen. Die Vorstellung der Auferstehung des ganzen Menschen (Leib und Seele) zum ewigen Leben schließt die wiederholte Inkarnation der Seele in verschiedenen Leibern wie auch die Erlösung der vom Körperlichen befreiten Seele (im Platonismus) aus. Die Erlösung des Menschen durch die Gnade Gottes wird im Allgemeinen als unvereinbar mit karmaartigen Gesetzmäßigkeiten in diversen Reinkarnationslehren angesehen. Nach dem Verschwinden der christlichen Gnosis spielte Reinkarnation daher lange Zeit keine Rolle mehr im Christentum. Abgesehen von den Katharern im Mittelalter trat sie erst in der Neuzeit wieder auf, und erst seit dem 19. Jahrhundert häufen sich die Versuche, derartige Lehren auch mit der Bibel kompatibel zu machen.

### Islam
Die Situation des Reinkarnationsgedankens innerhalb des Islam hat viele Gemeinsamkeiten mit derjenigen innerhalb der anderen beiden abrahamitischen Religionen. Auch hier lehnen die meisten Vertreter der Hauptströmungen (Sunniten und Schiiten) das Konzept der Reinkarnation ab. Die Vorstellung einer wiederholten Inkarnation der individuellen Seele ist schwerlich mit dem traditionellen Verständnis des Glaubens an die persönliche Auferstehung am Tag des jüngsten Gerichts vereinbar. Dafür spielt aber der Reinkarnationsgedanke in einigen häretischen Bewegungen eine wichtige Rolle.
Eine der frühesten islamischen Bewegungen, innerhalb derer sich diese Idee zeigte, war die nach ʿAbdallāh ibn Harb benannte Harbīya. Ibn Harb war in der ersten Hälfte des 8. Jahrhunderts das Oberhaupt der Kaisaniten in al-Madāʾin. Die Kaisaniten, eine Gruppierung aus dem Spektrum der extremen Schia, erwarteten zu jener Zeit die Wiederkehr des entrückten Abū Hāschim, eines Sohnes von Muhammad ibn al-Hanafīya. Als sich im Muharram des Jahres 744 in Kufa der Haschimit ʿAbdallāh ibn Muʿāwiya gegen die Umayyaden erhob, schlossen sich viele Kaisaniten seinem Aufstand an. Nach der Tötung ʿAbdallāh ibn Muʿāwiyas durch einen Statthalter Abū Muslims 748/79 meinten einige der Kaisaniten, er sei nicht wirklich gestorben, sondern nur entrückt und habe Ibn Harb als seinen Bevollmächtigten (wasī) eingesetzt. Eine Beschreibung der reinkarnatorischen Lehren der Harbīya bietet ein doxographisches Werk des 9. Jahrhunderts aus Kreisen der Muʿtazila:

„Diese Gruppe behauptet, die Auferstehung sei nichts anderes als das Heraustreten des Geistes aus einem Körper in einen anderen; seien die Geister gehorsam gewesen, so würden sie in reine Leiber, schöne Gestalten und ewige Wonnen versetzt; danach würden sie je nach dem Grad ihrer Reinheit die Stufen der Schönheit, der Heiligkeiten und Wonnen durchlaufen, bis sie Engel würden und reine Lichtleiber erhielten. Seien die Geister dagegen rebellisch gewesen, so würden sie in unsaubere Leiber, entstellte Gestalten und verachtete Geschöpfe wie Hunde, Affen, Schweine, Schlangen und Skorpione versetzt.“

Zur Begründung dieser Lehre verwiesen die Anhänger der Harbīya auf die Koranworte in Sure 29:64 "Die jenseitige Behausung, das ist das Leben (ḥayawān, auch als "Tier" deutbar)" und Sure 82:6-8: "Du Mensch! Was hat dich hinsichtlich deines vortrefflichen Herrn betört, der dich geschaffen und ebenmäßig geformt und in einer Gestalt zusammengesetzt hat, wie er sie wollte?" Letztgenannte Aussage deuteten die Anhänger der Harbīya in dem Sinne, dass Gott die Menschen entsprechend Gehorsam oder Sünde jeweils zu unterschiedlichen Tiergestalten neu zusammensetze.
Reinkarnationsvorstellungen zeigten sich Ende des 8. Jahrhunderts noch bei verschiedenen churramitischen Bewegungen wie etwa derjenigen von al-Muqannaʿ in Samarkand. Im 9. Jahrhundert fassten derartige Lehren auch in der Muʿtazila selbst Fuß. So vertrat der Muʿtazilit Ahmad ibn Chābit (st. 842 od. 847) die Meinung, dass die Menschen gefallene Geister seien, die auf der Erde verschiedene Körperhüllen erhalten, in denen sie sich dann immer wieder neu bewähren müssen. Je nach ihrem Verhalten steigen sie am Ende ins Paradies auf oder fahren in die Hölle. Darüber hinaus spielen Reinkarnationslehren auch bei den Aleviten, Drusen und den Alawiten eine zentrale Rolle. Nach der Lehre der Drusen gibt es eine Reinkarnation von Menschen nur wiederum als Menschen, nicht als Tiere.
In der islamischen Mystik (Sufismus) vertreten viele esoterische Orden (Tariqas) eindeutig Positionen, die das Konzept der Wiedergeburt problemlos in ihr spirituelles Weltbild integrieren. Hierbei beziehen sich die Sufi-Meister (oder Derwische) oftmals auf den 28. Vers der 2. Sure (al-Baqara = „die Kuh“) des Koran:
„Wie könnt ihr Gott verleugnen, wo ihr tot wart und Er euch lebendig gemacht hat? Dann lässt Er euch sterben und macht euch wieder lebendig, und dann werdet ihr zu Ihm zurückgebracht.“ (Koran 2:28, Übersetzung von Adel Theodor Khoury).
Die islamischen Theologen der konfessionellen Hauptströmungen widersprechen hingegen dieser Interpretation des Verses und argumentieren, dass es sich im ersten Falle („wo ihr tot wart“) um eine Beschreibung geistiger Leblosigkeit im gegenwärtigen Leben und im zweiten Falle („macht euch wieder lebendig“) um die Wiederauferstehung am Tage des jüngsten Gerichts handelt. Dieser innerislamische Disput hat verblüffende Ähnlichkeiten mit den unterschiedlichen innerchristlichen Lesarten der Auferweckung der Toten, zum Beispiel die Lazarus-Episode im Johannesevangelium (Joh 11,1–45 ). Als weiterer Beleg für eine angenommene islamimmanente Reinkarnationslehre wird von der Seite islamischer Mystiker bisweilen der folgende Koranvers herangezogen:
„Du lässt die Nacht in den Tag übergehen, und Du lässt den Tag in die Nacht übergehen. Du bringst das Lebendige aus dem Toten, und Du bringst das Tote aus dem Lebendigen hervor, und Du bescherst Unterhalt, wem Du willst, ohne (viel) zu rechnen.“ (Sure 3:27, Übersetzung von Adel Theodor Khoury).
Die mystische Interpretation der Sufis zeigt sich darüber hinaus einigermaßen unverschleiert in der (insbesondere persischen) klassischen Literatur der islamischen Welt. So findet sich beispielsweise im Buch Mathnawi des persischen Dichters und Sufi-Meisters Dschalal ad-Din ar-Rumi (1207–1273), genannt Moulana („unser Meister“), auf dessen Lehren der Mevlevi-Derwischorden zurückreicht, folgendes Gedicht:
„Ich starb als Mineral und wurde Pflanze,
Ich starb als Pflanze und wurde Tier,
Ich starb als Tier und wurde Mensch.
Warum soll ich mich fürchten?
Wann wurd ich weniger durch einen Tod?
Noch einmal werd ich sterben als ein Mensch,
Nur um dann aufzusteigen mit der Engel Segen.
Doch auch vom Engelsdasein muss ich weitergehen …“ (Auszug aus dem Mathnawi von Dschalal ad-Din ar-Rumi).

## Geschichte der Reinkarnationsvorstellungen in Europa

### Antike
Der älteste schriftliche Nachweis eines Reinkarnationsglaubens in Europa findet sich in der Zweiten Olympischen Ode (476 v. Chr.) des griechischen Dichters Pindar. In später entstandenen Schriften wird auch Pythagoras, der im 6. vorchristlichen Jahrhundert lebte, und seinen Schülern eine Reinkarnationslehre zugeschrieben, und Pythagoras galt daher lange als der „Ahnherr“ des Seelenwanderungsglaubens in Europa. Heute gilt es jedoch als wahrscheinlich, dass die Ursprünge derartiger Vorstellungen, wie sie auch bei den Orphikern zu finden waren, noch weiter zurückreichen, zumal sie auch in neuerer Zeit in mündlichen Kulturen (die keine Schriftsprache kannten) weit verbreitet waren.
Weitere bedeutende Vertreter der Reinkarnationslehre innerhalb der griechischen Philosophie waren Empedokles (ca. 490–435 v. Chr.) und Platon (ca. 428–348 v. Chr.). Empedokles lehrte, dass die unsterbliche Seele schon vor der Geburt existiert (Präexistenzlehre) und göttlichen Ursprungs ist. Infolge moralisch schlechter Taten müsse sie sich in zahlreichen Verkörperungen reinigen, um ihren göttlichen Status wieder zu erlangen. Dem liegt der Gegensatz der metaphysischen Prinzipien der Liebe und des Hasses zugrunde. Der Hass verleitet Menschen zu Gewalttaten, derentwegen sie sich erneut in menschlichen, tierischen oder pflanzlichen Körpern inkarnieren müssen. Die Reinigung erfolgt durch Gewaltlosigkeit einschließlich einer vegetarischen Ernährung. Mit den etwa zeitgleichen hinduistischen und buddhistischen Lehren stimmt Empedokles insofern überein, als die körperliche Existenz als leidvoll betrachtet wird. Ein wesentlicher Unterschied besteht jedoch darin, dass er in der Verkörperung den Weg zur Erlösung sieht (durch eine entsprechende Lebensführung), während nach den indischen Lehren die Erlösung durch besondere, darauf angelegte Verrichtungen angestrebt wird.

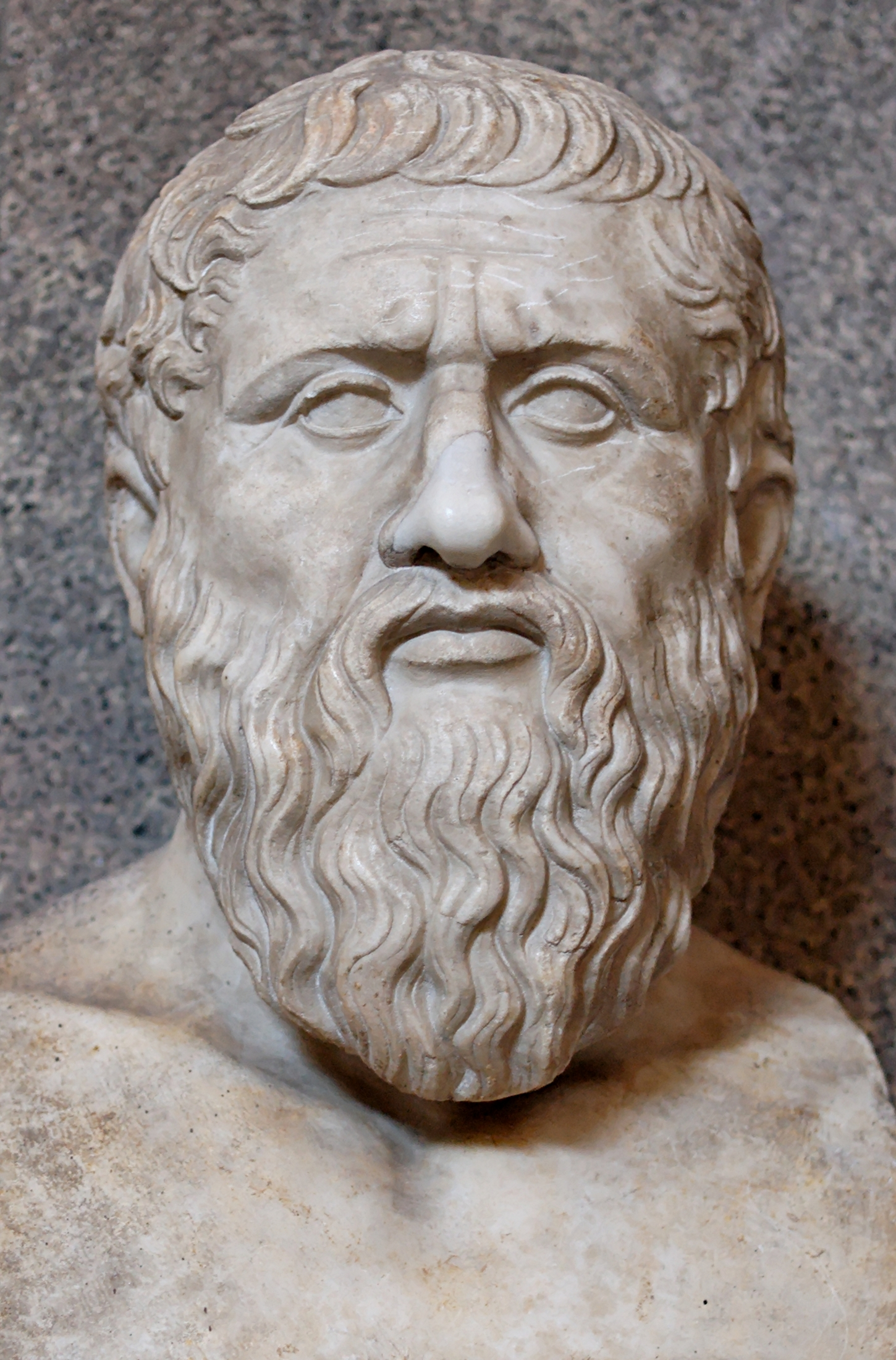
Platon, römische Kopie einer zeitgenössischen Büste

Platon griff die Vorstellungen des Empedokles auf und baute sie weiter aus. Er war der einflussreichste Vertreter der Seelenwanderungslehre in der europäischen Antike. Nach seiner Darstellung lebten die menschlichen Seelen ursprünglich im Bereich der unvergänglichen göttlichen Urbilder oder Ideen. Aufgrund verschiedener niederer Beweggründe entfremdeten sie sich jedoch diesem Zustand unvergänglicher Seligkeit, was schließlich zum körperlichen Dasein führte. Auch im verkörperten Zustand habe die Seele aber noch schwache Erinnerungen an ihr früheres gottgleiches Dasein, und daher strebe ihr höherer Teil, die Vernunft, nach der Erlösung aus dem Gefängnis, als welches Platon den materiellen Körper bezeichnete, während die niederen Begierden die Seele an das Materielle binden wollen. Der Weg zur Erlösung von der körperlichen Existenz besteht nach Platon in der Verwandlung niederer Begierden in Tugenden.
Im weiteren Verlauf der Antike lebte der Reinkarnationsgedanke vor allem in den Strömungen des Pythagoreismus und des Platonismus (Plutarch, Plotin, Porphyrios u. v. a.) weiter, wobei er auch in die römische Kultur, in der er ursprünglich nicht geläufig war, Eingang fand. Weitere wichtige Strömungen, in denen die Seelenwanderung gelehrt wurde, waren der Manichäismus und die Hermetik. Bedeutende Dichter wie Vergil und Ovid griffen das Thema auf, ohne sich selbst allerdings erkennbar dafür oder dagegen auszusprechen, während Lukrez und Lukian nur Spott übrig hatten. Entschiedene Gegner der Reinkarnationslehren waren auch Aristoteles und die Sophisten. In den Details waren diese Lehren sehr vielgestaltig, selbst innerhalb des Werkes eines einzelnen Philosophen wie etwa Plutarch finden sich diverse Varianten. Welche Bedeutung ihnen in den antiken Gesellschaften Europas zukam, lässt sich nach dem Stand der Forschung nur grob ermessen. Für eine Breitenwirkung außerhalb gelehrter Kreise gibt es (abgesehen von der religiösen Bewegung des Manichäismus) keine Indizien; daher ist anzunehmen, dass es sich hauptsächlich um ein Thema elitärer Diskurse handelte. Gegen Ende der Antike trat es auch in diesen allmählich zurück, um schließlich praktisch zu verschwinden.
Im antiken Judentum war Reinkarnation kein Thema, und auch in dem daraus hervorgehenden Christentum spielte sie zunächst keine Rolle. Mit dem massenhaften Übertritt von Heiden zum Christentum wurden jedoch auch in diese Kreise derartige Gedanken hineingetragen. Dies schlug sich darin nieder, dass in den Schriften der Kirchenväter des Öfteren Fragen der Wiedergeburt diskutiert wurden, wobei jedoch durchweg die Reinkarnation der Seele in einem anderen Körper abgewiesen und nur die Auferstehung des ganzen Menschen vertreten wurde. Namentlich zugeschrieben wurde ein Glaube an Reinkarnation verschiedenen Angehörigen der christlichen Gnosis, wobei solche Vorstellungen anscheinend aber auch in dieser keine größere Bedeutung erlangten.
Nach Gaius Iulius Caesars De bello Gallico und Diodors Bibliotheca historica glaubten die Gallier an Reinkarnation, weswegen sie keine Angst vor dem Tod hatten und daher im Kampf besonders tapfer waren.

### Mittelalter
Im Mittelalter wurden Reinkarnationslehren im christlichen Kulturraum nur ausnahmsweise vertreten. Sicher belegt sind sie nur bei der „Ketzerbewegung“ der Katharer und bei dem spät-byzantinischen Philosophen Georgios Gemistos Plethon. Im Judentum hingegen gibt es reichere Belege und Hinweise für derartige Vorstellungen. So beschreibt Saadia Gaon in seinen um 930 entstandenen Glaubenslehren und Meinungen vier verschiedene Reinkarnationslehren, die er jedoch alle zu widerlegen versucht. Positive Aussagen über Seelenwanderung finden sich dann – jedenfalls nach der Interpretation durch Gershom Scholem – in dem um 1200 in Südfrankreich entstandenen Buch Bahir. Daran schloss unter anderem die Reinkarnationslehre Isaaks des Blinden (ca. 1165–1235) an, der in der Provence wirkte und als Chassid verehrt wurde. Durch Schüler Isaaks gelangte diese Lehre ins benachbarte Katalonien, wo sie in der Geroneser Kabbalisten-Schule gepflegt, aber nur in Andeutungen schriftlich dokumentiert wurde. Von dort aus verbreitete sich dieser Gedanke innerhalb des Judentums, erfuhr mannigfaltige Variationen und etablierte sich in den folgenden Jahrhunderten als zumindest bei jüdischen Intellektuellen geläufige Vorstellung.
Bei den christlichen Katharern waren Seelenwanderungsvorstellungen im 13. und 14. Jahrhundert verbreitet, wobei deren Herkunft unklar ist. Die Quellen lassen eine Vielfalt im Detail erkennen, etwa bei der Frage, wie viele Inkarnationen zu durchlaufen seien und welche Tiere als Körper für reinkarnierende Menschenseelen als Folge eines verwerflichen früheren Lebens in Frage kämen. Durchgehend vorhanden ist aber die Zielsetzung, die körperliche Existenz zu überwinden und nicht wiedergeboren zu werden. Dieses Ziel sei nur für die Katharer erreichbar, indem sie entweder den Status des „Perfectus“ (im Unterschied zu den nur gläubigen Credentes) erlangen oder auf dem Sterbebett durch einen freiwilligen Hungertod die Verunreinigung durch das Materielle überwinden. Die Katharer wurden von kirchlicher Seite ausgehend als Häretiker bekämpft (daher die Bezeichnung „Ketzer“, abgeleitet von „katharoi“) und schließlich ausgerottet.
Plethon (ca. 1355–1450), der letzte bedeutende Philosoph des untergehenden Byzantinischen Reiches, vertrat im Rahmen der von ihm betriebenen Wiederbelebung griechisch-antiken Geistesgutes eine neuplatonisch geprägte Seelenwanderungslehre. Zu seinen Lebzeiten scheint diese aber nicht außerhalb eines engen Kreises bekannt geworden zu sein, und nach seinem Tod wurden die Aufzeichnungen, die er zu ihr gemacht hatte, verbrannt.

### Neuzeit
In der Renaissance wurden die Schriften Platons und der Neuplatoniker auch im Westen verfügbar und die von diesen Philosophen vertretenen Reinkarnationslehren diskutiert. Da sie als mit dem christlichen Glauben unvereinbar angesehen wurden, lehnte man sie entweder ab (zum Beispiel Johannes Reuchlin) oder versuchte, sie allegorisch umzudeuten (so Marsilio Ficino und Giovanni Pico della Mirandola).
Zu einer an Pythagoras anknüpfenden Reinkarnationslehre bekannte sich Giordano Bruno (1548–1600) im Rahmen seiner für damalige Verhältnisse revolutionären Kosmologie. Allerdings kommt sie in seinen Werken nur am Rande zur Sprache und scheint erst im 20. Jahrhundert ein bedeutendes Interesse auf sich gezogen zu haben. Auch bei Brunos Verurteilung als Ketzer im Rahmen der Inquisition war sie nicht maßgeblich.
In die öffentliche Diskussion (außerhalb jüdischer Kreise) brachte das Thema Seelenwanderung erst Franciscus Mercurius van Helmont (1614–1699), der Sohn des berühmten Arztes, Philosophen und Naturforschers Johan Baptista van Helmont. Er war an der Vorbereitung der ersten bedeutenden Übersetzung kabbalistischer Texte ins Lateinische maßgebend beteiligt und hat dabei nach eigenen Angaben veranlasst, dass die Reinkarnationslehre des Kabbalisten Isaak Luria einbezogen wurde, obwohl der Herausgeber Christian Knorr von Rosenroth sie ablehnte. Kurz darauf (1684) publizierte er, der „jüngere van Helmont“, eine eigene, aus dem Christentum entwickelte Reinkarnationslehre, mit der er zwischen dem Christentum und dem Judentum zu vermitteln versuchte und die sich erheblich von Luria unterschied. Damit stieß er allerdings ganz überwiegend auf Ablehnung, und das Thema blieb noch für weitere fast hundert Jahre eine Randerscheinung in intellektuellen Kreisen.

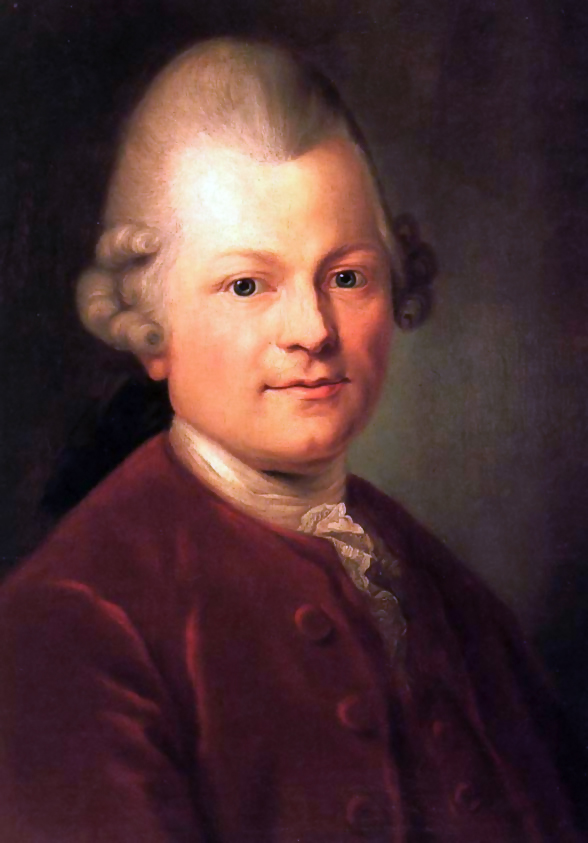
Anton Graff: Gotthold Ephraim Lessing (1771)

Das änderte sich jedoch – jedenfalls für den deutschen Sprachraum – schlagartig mit Gotthold Ephraim Lessings 1780 erschienener Schrift Die Erziehung des Menschengeschlechts. Darin bezog Lessing selbst zwar keine klare Position, sondern stellte Fragen wie: „Warum sollte ich nicht so oft wiederkommen, als ich neue Kenntnisse, neue Fertigkeiten zu erlangen geschickt bin?“ oder: „Ist diese Idee denn so lächerlich, weil sie die älteste ist?“ Diese Äußerungen Lessings wurden dann aber vielfach prompt als ein Bekenntnis zur Reinkarnation interpretiert und zogen jedenfalls ein lebhaftes Interesse auf sich. Lessing betrachtete wiederholte Erdenleben als mögliches Mittel der Entwicklung und Erziehung des Menschen und stellte sie auch insofern positiv dar, als er Inkarnationen in Tierkörpern ausschloss. Dieser Ansatz Lessings war prägend für spätere westliche Reinkarnationslehren etwa im Spiritismus, in der Theosophie und in der Anthroposophie.
Im Jahr darauf publizierte Johann Georg Schlosser, der Freund und Schwager Johann Wolfgang von Goethes, mit Über die Seelenwanderung die erste Schrift jener Zeit, die sich explizit und zustimmend mit dem Thema befasste. Eine facettenreiche Debatte kam in Gang, an der sich unter anderen auch Goethe und Johann Gottfried Herder beteiligten und in deren Verlauf auch „indische“ (hinduistische) Quellen rezipiert wurden; sie begann sich gegen 1800 in der Belletristik niederzuschlagen.
Auch im 19. Jahrhundert wurde das Thema weiter diskutiert. Ein relativ prominenter Befürworter der Seelenwanderung im deutschen Sprachraum war der Arzt Georg von Wedekind, der 1826 in einer protestantischen Kirchenzeitung und 1828 in dem Buch Über die Bestimmung des Menschen Christentum und Reinkarnation zu verbinden suchte. Unter den Gegnern ragt der Philosoph Wilhelm Traugott Krug mit seinem 1836 publizierten Glaubensbekenntnis über Seelenwanderung und Unsterblichkeit heraus. Auch bedeutende Dichter wie Friedrich Hebbel und Heinrich Heine griffen das Thema auf. In Frankreich verbanden die Frühsozialisten Charles Fourier und Pierre Leroux ihre politischen Utopien mit Reinkarnationsvorstellungen, was unter anderem von George Sand literarisch aufgegriffen wurde.

Arthur Schopenhauer, 1859

Einen bedeutenden Neueinschlag stellt die Reinkarnationslehre Arthur Schopenhauers dar, die dieser 1844 im Ergänzungsband zu seinem philosophischen Hauptwerk Die Welt als Wille und Vorstellung formulierte. Darin kombinierte er Elemente hinduistischer und buddhistischer Lehren mit an Kant und Platon anknüpfenden philosophischen Ansätzen. Wiedergeboren wird nach Schopenhauer nur der unbewusste Wille des Individuums, der jeweils „einen neuen Intellekt erhält“. Seine Philosophie und insbesondere die damit verknüpfte Reinkarnationslehre hatte einen tiefgreifenden Einfluss auf den Komponisten Richard Wagner, in dessen Werken das Motiv der Seelenwanderung allerdings nur zeitweilig zur Sprache kam und später durch traditionell-christliche Formulierungen ersetzt wurde. Zu den prominenten Rezipienten Schopenhauers gehörte auch der Dichter Wilhelm Busch, der das Thema der Wiedergeburt des Öfteren aufgriff, ohne dabei selbst klar Stellung zu beziehen.

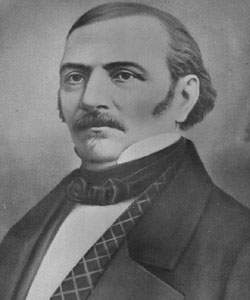
Allan Kardec

Sehr folgenreich war das 1857 in erster und 1860 in erheblich erweiterter zweiter Auflage erschienene Livre des esprits (Buch der Geister, deutsch 1868) des französischen Arztes und Spiritisten Hippolyte Léon Denizard Rivail alias Allan Kardec, in dem dieser den damals äußerst populären Spiritismus mit einer Reinkarnationslehre zu einem Glaubenssystem verband, dem aus heutiger Sicht der Status einer alternativen Religion zuerkannt wird. Damit verlagerte sich (zunächst in Frankreich) der Diskurs über das Thema Reinkarnation in den okkultistisch-esoterischen Bereich, womit eine erhebliche Popularisierung verbunden war, während in der Wissenschaft mittlerweile ein radikaler Materialismus tonangebend war, der derartige Themen im akademischen Bereich an den Rand drängte. Auch die moderne Bezeichnung „Reinkarnation“ tritt bei Kardec erstmals nachweislich auf (davor waren Bezeichnungen wie „Metempsychose“ oder „Palingenese“ üblich).

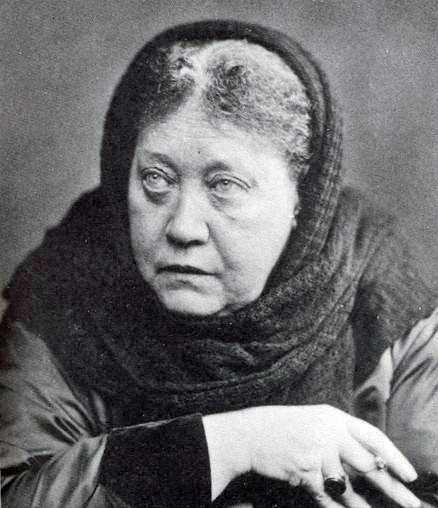
Helena Petrovna Blavatsky 1889

Zur zeitweilig wichtigsten Institution bei der Verbreitung des Reinkarnationsgedankens entwickelte sich die 1875 gegründete Theosophische Gesellschaft, nachdem in dem 1888 in London erschienenen Hauptwerk ihrer Mitbegründerin Helena Petrovna Blavatsky, The Secret Doctrine (deutsch Die Geheimlehre, 1899), die Reinkarnation zu einem integralen Bestandteil der theosophischen Lehre erhoben worden war. Obwohl offenbar durch hinduistische und buddhistische Einflüsse mit angeregt, ist Blavatskys Reinkarnationslehre in wesentlichen Punkten europäisch geprägt und insbesondere mit neuplatonischen Ansätzen zu vergleichen. So gilt ihr zufolge nicht das Aufgehen der Persönlichkeit im Nirvana als Ziel, sondern im Gegenteil deren fortschreitende, selbstbestimmte Entwicklung im Verlauf der Inkarnationen. An Blavatskys Darstellungen knüpften andere Theosophen an, wobei im deutschen Sprachraum Rudolf Steiner im Rahmen seiner Anthroposophie das laut Zander „vermutlich wirkungsmächtigste Reinkarnationsmodell“ entwarf.
Im späten 19. Jahrhundert entwickelte sich in Europa ein vermehrtes Interesse am Buddhismus mit seinen Reinkarnationsvorstellungen, nachdem buddhistische Quellen in Übersetzungen vorlagen und religionswissenschaftlich aufgearbeitet wurden. Dazu trugen auch führende Vertreter der Theosophischen Gesellschaft wie Blavatsky, Henry Steel Olcott und Charles Webster Leadbeater bei, die zum Buddhismus konvertierten und diesen propagierten. Vielfach wurde versucht, Elemente des Buddhismus mit westlichen Anschauungen zu verbinden, während die Widersprüche zwischen der buddhistischen Karma-Lehre und der christlichen Tradition wie auch dem westlichen Fortschrittsglauben erst allmählich deutlich wurden. Im Falle des Hinduismus verlief die Entwicklung zunächst überwiegend in umgekehrter Richtung: Bedeutende hinduistische Denker wie Vivekananda, Aurobindo Ghose und Sarvepalli Radhakrishnan nahmen westliche Elemente in ihre Lehren auf und entwickelten einen Reformhinduismus, während die Rezeption hinduistischer Lehren im Westen weit hinter der des Buddhismus zurückblieb.
Ein Medienereignis, das in den 1950er Jahren speziell in den USA die öffentliche Aufmerksamkeit zeitweilig auf das Thema Reinkarnation lenkte, war der „Fall Bridey Murphy“: Die US-Amerikanerin Virginia Tighe berichtete unter Hypnose von einer früheren Inkarnation als „Bridey Murphy“ im 19. Jahrhundert in Irland, sprach dabei selbst irisch und machte erstaunlich detaillierte Angaben. Ein Zeitungsbericht darüber löste in den USA ein regelrechtes „Reinkarnationsfieber“ (Zander) aus, und etliche Angaben Tighes konnten bei Nachforschungen in Irland bestätigt werden. Es ergaben sich jedoch auch Unstimmigkeiten, und schließlich konnte der Fall weitgehend dadurch plausibel gemacht werden, dass Virginia Tighe in ihrer Jugend intensiven Kontakt mit irischen Einwanderern gehabt hatte, darunter eine Frau mit dem Geburtsnamen Bridey Murphy.
Im 20. Jahrhundert begründete der kanadische Psychiater Ian Stevenson (1918–2007) eine „empirische Reinkarnationsforschung“. Er untersuchte Kinder, die spontan von „Erinnerungen“ an frühere Leben berichteten. Diese Forschungen sind wissenschaftlich umstritten.
Im späten 20. Jahrhundert entstanden neue Glaubensgemeinschaften und -richtungen, in denen Reinkarnationsvorstellungen eine bedeutende Rolle spielen, darunter Universelles Leben, das sich auf Gabriele Wittek beruft, und das Neuheidentum (Neopaganismus).

## Wissenschaftliche Zugänge
Es gibt verschiedene wissenschaftliche Zugänge zum Thema Reinkarnation.
- Religionswissenschaftlich wird die Bedeutung der Reinkarnation als Dogma einer bestimmten Religion oder Glaubensgemeinschaft wissenschaftlich-theologisch erörtert.[53][54][55]
- Kulturwissenschaftlich können die kulturellen Implikationen eines existenten oder fehlenden Reinkarnationsglaubens für die gesellschaftliche oder kulturelle Entwicklung einer Kultur erforscht werden.[56]
- Empirische Reinkarnationsforschung werden u. a. im Rahmen von Feldforschung gemachte Beobachtungen westlicher Forscher genannt. Bis zum Jahr 2018 sind mehr als 3.000 Fälle angeblicher Reinkarnation dokumentiert worden. Diese Fälle haben ein Set von etwa zehn gemeinsamen Merkmalen (Phänomenen), von denen angenommen wird, dass sie auf ein früheres Leben (Inkarnation) hindeuten. Starke Fälle beinhalten mehrere (bis zu acht) dieser Phänomene und schwache Fälle weniger. Von den 1960er Jahren bis kurz nach der Jahrtausendwende untersuchte Ian Stevenson über tausend Fälle von Kindern, die überwiegend im Alter zwischen zwei und sieben Jahren von früheren Leben erzählten, und wurde dadurch zu einem führenden Forscher auf diesem Gebiet.[57] Seine Arbeiten und Resultate sind umstritten. Autoren wie Paul Edwards haben die Arbeiten Stevensons und andere angeführte Fälle geprüft und deren Resultate angezweifelt.[58]
- Literaturwissenschaftlich dominieren vor allem Forschungsansätze, welche die Bedeutung von Seelenwanderung und Reinkarnation im Unsterblichkeitsglauben einzelner Autoren untersuchen. Aus einer diskurstheoretischen und wissenschaftsgeschichtlichen Perspektive heraus wurde jedoch hervorgehoben, dass dieses Thema mit dem ausgehenden 18. Jahrhundert vor allem auch an Popularität in der Literatur gewinnen konnte, weil es nicht nur religiöse Glaubensaspekte (wie ein Weiterleben nach dem Tode) berührt, sondern gleichermaßen zur Darlegung neuer poetischer, erkenntnistheoretischer und naturphilosophischer Konzepte eingesetzt werden konnte. Demnach wurden Begriffe wie "Seelenwanderung" und "Palingenesie" um 1800 bei Goethe, Lessing, Schlosser, Herder, Jean Paul usw. verwendet, um damit reale Übertragungs-, Assimilations- und Entwicklungsphänomene in Natur und Kultur zu beschreiben (wie die 'Wanderung' von Ideen vom Autor zum Leser und eine Vererbung und Höherentwicklung von Eigenschaften in der Natur).[59][60]
- Naturwissenschaftlich beinhaltet die Simulationshypothese auf der Basis von Computertechnologie die Möglichkeit von Reinkarnation.[61]